# The Wolf of Wall Street (phim 2013)
The Wolf of Wall Street (tạm dịch: Sói già phố Wall) là một bộ phim thuộc thể loại tiểu sử hài kịch. Kịch bản được viết bởi Terence Winter và phim được chuyển thể từ cuốn hồi ký cùng tên bởi Jordan Belfort kể lại dưới danh nghĩa của nhân vật Belfort nói về sự nghiệp của mình - một nhà môi giới chứng khoán tại Thành phố New York và làm thế nào mà công ty của ông Stratton Oakmont tham gia vào tham nhũng tràn lan và gian lận trên Phố Wall mà cuối cùng dẫn đến sự thất bại của ông. Bộ phim đánh dấu sự hợp tác thứ năm của đạo diễn với Leonardo DiCaprio (trước đó là Gangs of New York (2002), The Aviator (2004), The Departed (2006), và Shutter Island (2010), cũng như là lần hợp tác thứ hai của ông (?) trong mùa đông sau bộ phim truyền hình Boardwalk Empire (2010–14)).
The Wolf of Wall Street công chiếu tại thành phố New York vào ngày 17 tháng 12 năm 2013, và được phát hành tại các rạp vào ngày 25 tháng 12 năm 2013, tại Hoa Kỳ, được sản xuất bởi Paramount Pictures. Đây là sản phẩm đầu tiên được phát hành hoàn toàn thông qua phân phối kỹ thuật số. Bộ phim là một thành công lớn cả về nghệ thuật lẫn thương mai, thu về hơn 392 triệu đô trên toàn thế giới trong thời gian chạy kịch bản gốc của nó để trở thành bộ phim có doanh thu cao nhất của đạo diễn Scorsese cho đến nay và là một trong những bộ phim có doanh thu cao nhất năm 2013. Phim đã được khỏi chiếu tại các rạp ở Việt Nam vào ngày 11 tháng 1, 2014.

## Vai diễn
- Leonardo DiCaprio vai Jordan Belfort
- Jonah Hill vai Donnie Azoff (Danny Porush)
- Margot Robbie vai Naomi Lapaglia
- Kyle Chandler vai FBI Agent Patrick Denham
- Rob Reiner vai Max Belfort
- Jon Bernthal vai Brad Bodnick
- Matthew McConaughey vai Mark Hanna
- Jon Favreau vai Manny Riskin
- Jean Dujardin vai Jean-Jacques Saurel
- Joanna Lumley vai Aunt Emma
- Cristin Milioti vai Teresa Petrillo
- Christine Ebersole vai Leah Belfort
- Shea Whigham vai Captain Ted Beecham
- Katarina Čas vai Chantalle Bodnick
- Stephanie Kurtzuba vai Kimmie Belzer
- P. J. Byrne vai Nicky Koskoff
- Kenneth Choi vai Chester Ming
- Brian Sacca vai Robbie Feinberg
- Henry Zebrowski vai Alden Kupferberg
- Ethan Suplee vai Toby Welch
- Jake Hoffman vai Steve Madden
- Mackenzie Meehan vai Hildy Azoff
- Bo Dietl vai himself
- Jon Spinogatti vai Nicholas
- Aya Cash vai Janet
- Jordan Belfort vai Auckland Straight Line Host
- Catherine Curtin vai nhân viên FBI
- Stephen Kunken vai Jerry Fogel
- Barry Rothbart vai Peter DeBlasio
- Welker White vai Waiter
- Danny Flaherty vai Zip (Lude Buying Teenager #1)
- Ted Griffin vai Agent Hughes
- Steven Boyer và Danny A. Abeckaser vai Investor Center Brokers
- J. C. MacKenzie vai Lucas Solomon
- Ashlie Atkinson vai Rochelle Applebaum
- Thomas Middleditch vai Stratton Broker in a Bowtie
- Fran Lebowitz vai the Honorable Samantha Stogel
- Spike Jonze vai Dwayne (uncredited)[5]

## Giải thưởng và đề cử
The Wolf of Wall Street đã gặt hái được nhiều giải thưởng và đề cử khác nhau, kèm theo những lời tán dương dành cho khâu chỉ đạo của Scorsese, diễn xuất của DiCaprio cũng như kịch bản của Winter. Tại lễ trao giải Oscar lần thứ 86, bộ phim giành được 5 đề cử: Phim hay nhất, Đạo diễn xuất sắc nhất cho Scorsese, Kịch bản chuyển thể xuất sắc nhất cho Winter, Nam diễn viên chính xuất sắc nhất cho DiCaprio và Nam diễn viên phụ xuất sắc nhất cho Hill, dù không chiến thắng bất kỳ hạng mục nào. Ngoài ra, phim cũng nhận được 4 đề cử tại giải BAFTA lần thứ 67, trong đó có Đạo diễn xuất sắc nhất, Nam diễn viên chính xuất sắc nhất và Kịch bản chuyển thể xuất sắc nhất, nhưng cũng đành ra về tay trắng. Tác phẩm còn được xướng tên đề cử tại giải Quả cầu vàng lần thứ 71, cụ thể là ở các hạng mục Phim ca nhạc hoặc phim hài hay nhất cùng với Nam diễn viên phim ca nhạc hoặc phim hài xuất sắc nhất (DiCaprio đã đoạt tượng vàng ở hạng mục này). Đồng thời, bộ phim cũng được xướng tên tại giải Hiệp hội đạo diễn nghệ thuật Hoa Kỳ lần thứ 66, giải Hiệp hội Các nhà sản xuất phim Hoa Kỳ lần thứ 25 cũng như giải Hội Các nhà biên kịch phim Hoa Kỳ lần thứ 66. Sói già phố Wall đã vinh dự được Ủy ban Quốc gia về Phê bình Điện ảnh và Viện phim Mỹ bầu chọn là một trong 10 tác phẩm điện ảnh xuất sắc nhất năm.